# Rooiermolen (Diepenbeek)

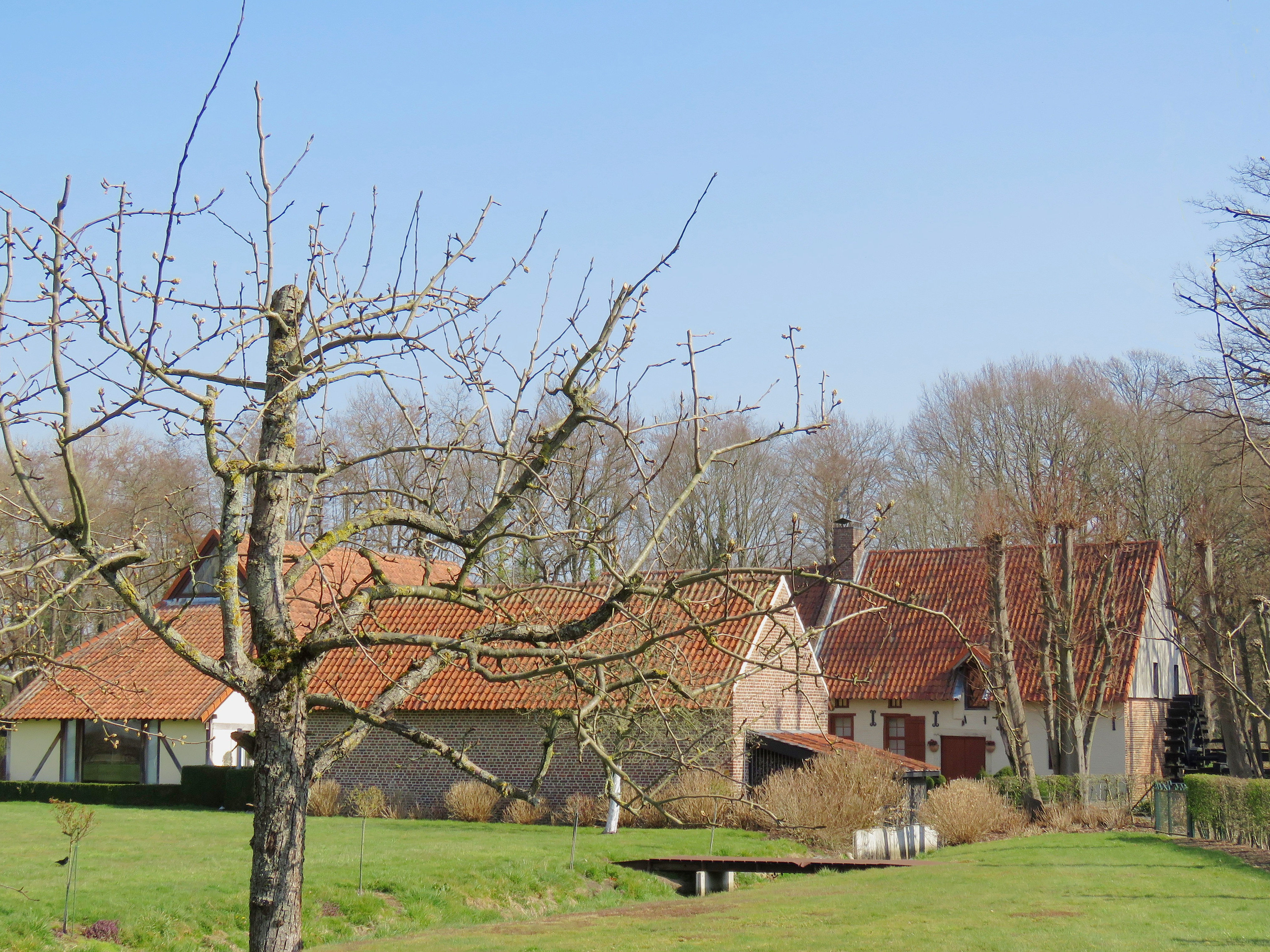
Rooiermolen

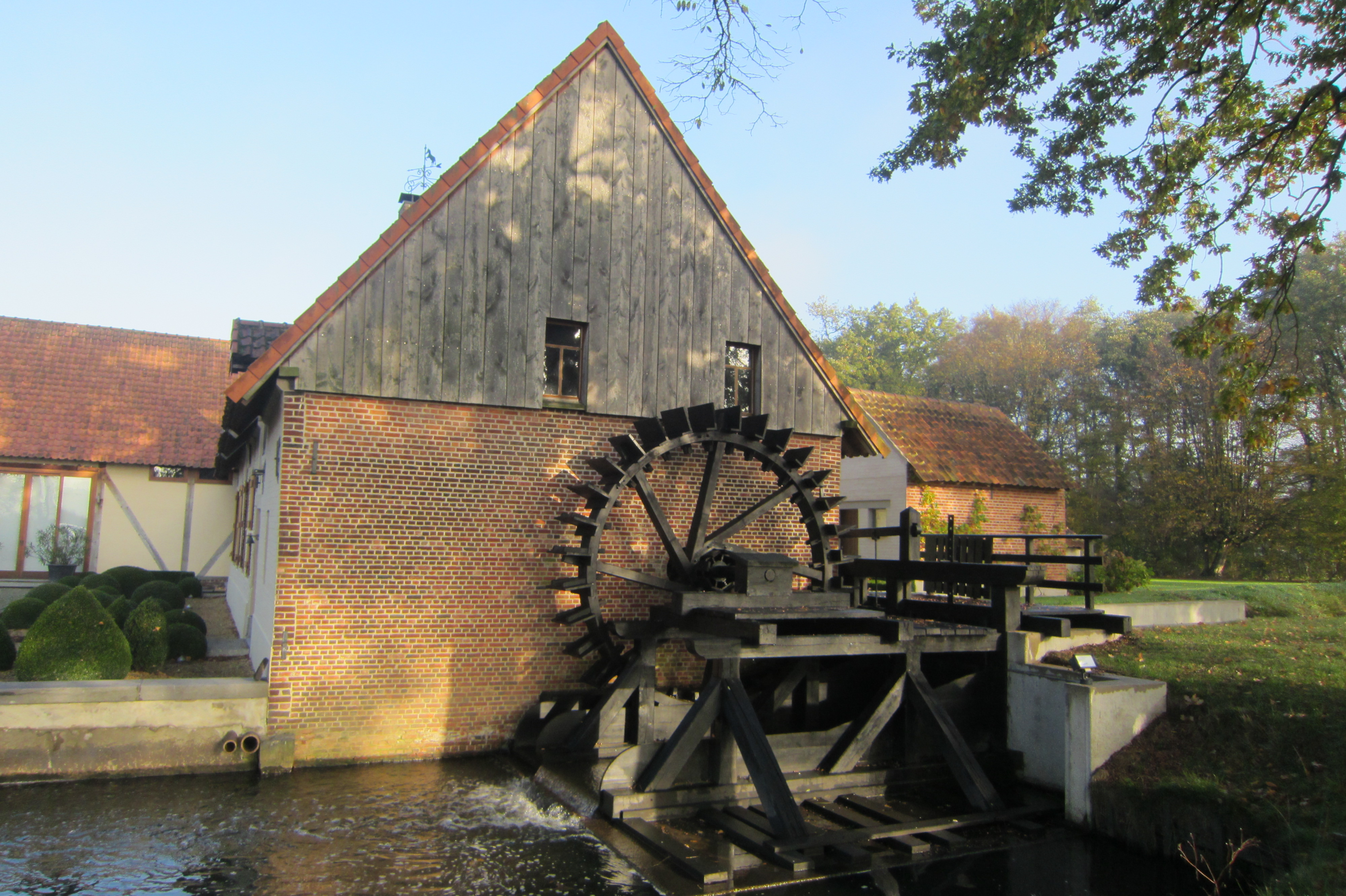
Royermolen op de Stiemer te Diepenbeek

De Rooiermolen (ook: Royermolen) is een watermolen op de Stiemerbeek in het Belgische Diepenbeek, gelegen aan Ginderoverstraat 32.

## Toelichting
De Rooiermolen is van het type onderslagmolen. Men gebruikte deze als korenmolen en oliemolen.
Al vóór 1600 was er sprake van een molen op deze plaats. Het was een banmolen die zowel bij de heerlijkheid Diepenbeek als bij de commanderij Alden Biesen in gebruik was.
De huidige gebouwen zijn 18e-eeuws en werden deels uitgevoerd in vakwerkbouw. Het molenhuis staat dwars op de waterloop en de woning maakt deel uit van een boerderij. In 1983 werd de molen als monument beschermd.
In het jaar 2000 werd de molen maalvaardig gerestaureerd.
Ondertussen was de Stiemerbeek midden 20ste eeuw rechtgetrokken in een verder gelegen nieuwe bedding. Om voldoende water te krijgen om te malen kreeg de Oude Stiemerbeek zijn oude bedding terug zodat het rad weer aangedreven kan worden.
De molen bevindt zich in de onmiddellijke omgeving van de campus van de Universiteit Hasselt.
- Inventaris van het Bouwkundig Erfgoed (Vlaanderen): 21506